# Gertrud Goes
Gertrud Goes (geborene Staehle * 25. November 1878 in Löwenstein; † 30. Dezember 1915 in Engelsbrand) war eine deutsche Dichterin und Erzählerin.

## Leben
Gertrud Goes, geboren im November 1878 im baden-württembergischen Löwenstein als Gertrud Staehle, lebte seit 1913 mit ihrem Mann dem Pfarrer Martin Goes in Engelsbrand bei Pforzheim, wo sie am 30. Dezember des Jahres 1915 im frühen Alter von 37 Jahren verstarb und am 1. Januar 1916 dort auch beerdigt wurde. 
Kurz vor ihrem Tode veröffentlichte sie ein Buch Gedichte und Erzählungen Aus Licht und Schatten Nach ihrem Tod publizierte ihr Heilbronner Verleger Eugen Salzer 1916 eine zweite Auflage des Gedichtbandes und im Anschluss daran, ein Jahr später, 1917 mit dem Buch In irdenen Gefässen weitere Erzählungen von Gertrud Goes, die 1918 auch im Literarischen Zentralblatt für Deutschland Anklang fanden. Zudem erschienen 1917 auch Werke von ihr in dem Kalender für schwäbische Literatur und Kunst unter dem Titel Von Schwäbischer Scholle.

## Schriften (Auswahl)

### Einzelbände
- „Zur Erinnerung an Gertrud Goes geb. Staehl : geboren in Löwenstein am 25. Nov. 1878, gestorben in Engelsbrand am 30. Dez. 1915, begraben daselbst am 1. Januar 1916.“, (Leichenpredigt), Verlag Meeh, Neuenbürg, 1916
- „Aus Licht und Schatten“, (Gedichte und Erzählungen), Eugen Salzer-Verlag, Heilbronn, 1916
- „In irdenen Gefässen“, (Erzählungen), Eugen Salzer Verlag, Heilbronn, 1917